# Riu Farim
El riu Cacheu o riu Farim és un dels més extensos rius de Guinea Bissau. Neix prop de la frontera nord de Guinea Bissau amb Senegal, al nord de Contobeul, travessant d'est per a oest les regions de Bafatá, Oio i, finalment, Cacheu on es troba amb l'oceà Atlàntic en un estuari.
És un riu de planura, d'aigües vagaroses i de gran cabal en època de pluges. És navegable per a grans navilis (2.000 tones) en prop de 97 km, el que fa de l'una d'important via comercial per a l'interior de Guinea Bissau. És navegable per a embarcacions més petites fins a prop de 200 quilòmetres de la vora, fins a Farim.
Durant la Guerra Colonial Portuguesa, el riu Farim va ser escenari de diverses operacions militars.
En 2000, gran part de l'estuari del riu fou integray en el Parc Nacional dels manglars del Riu Cacheu, abastant una superfície total de 88.615 ha, de les quals el 68% presenten una cobertura de manglars (tarrafes) que forma part d'aquell que és considerat com el major bloc de manglar continu de l'Àfrica Occidental.
Els vasts marges acullen un gran nombre d'aus migratòries que hivernen al parc. Entre els mamífers, es troben els Tursiops truncatus i Sousa teuszii, els hipopòtams Hippopotamus amphibius, els manatís Trichechus senegalensis, les gaseles pintades Tragelaphus scriptus i els monos verds Cercopithecus aethiops. Entre els rèptils es destaquen els cocodrils Crocodylus niloticus i C. tetraspis.